# Барзилай, Нета
Не́та Барзила́й, более известная как Netta (ивр. נטע ברזילי‎; род. 22 января 1993 года, Ход-ха-Шарон, Израиль) — израильская певица. Победительница конкурса «Евровидение-2018» от Израиля с песней «Toy».

## Биография
Родилась 22 января 1993 года в городе Ход-ха-Шарон. В возрасте трёх месяцев переехала с семьёй в Нигерию, откуда через четыре года вернулась в Израиль. В армии проходила службу в музыкальной группе. Живёт в Тель-Авиве.
Окончила музыкальное училище «Римон» (факультет электронных инструментов). В 2012 году в 19 лет выступала в составе ансамбля военно-морского флота ЦАХАЛа. Выступала в Иерусалиме 18 апреля 2018 года на праздничном концерте, посвящённом празднованию 70-летия независимости Государства Израиль.
Является победительницей 5-го сезона шоу А-Кохав А-Ба Ле-Эйровизйон (הכוכב הבא לאירוויזיון), что позволило ей представлять свою страну на «Евровидении-2018».
8 мая 2018 года с песней «Toy» прошла первый полуфинал «Евровидения», а 12 мая 2018 года выступила в финале, в котором одержала победу. По итогам голосования профессионального жюри занимала 3-е место; зрители же отдали ей максимальное количество баллов, что позволило Нете опередить других участников, включая Австрию, лидировавшую после голосования жюри.
5 июля 2018 года звукозаписывающая компания Universal Music Studios обвинила победительницу «Евровидения-2018» Нету Барзилай в плагиате. Представители компании направили претензию авторам песни «Toy» («Игрушка»), что их композиция похожа на хит группы The White Stripes «Seven Nation Army» 2003 года. Европейский вещательный союз, который организовывает музыкальный конкурс, не признаёт обвинение в плагиате.
1 февраля 2019 года был выпущен второй клип, «Bassa Sababa» («Уныло и прекрасно», либо «Облом кайф»), с участием Барзилай и русскоговорящего израильского артиста Ади Кветнера, играющих невесту и жениха, сбегающего от неё во время церемонии бракосочетания.
В конце июля 2019 Netta выступала на фестивале Europa Plus в Лужниках. Там она спела с украинской певицей MARUV.
В декабре 2020 года вышел мини-альбом «The best of NETTA’s Office». В альбом входят лучшие песни которые певица исполнила в своём мини-шоу «NETTA’s Office» на Youtube.
В августе 2021 года записала совместный трек MOUSTACHE с российской группой Little Big.

## Дискография
| Год  | Название                             | Альбом                       |
| ---- | ------------------------------------ | ---------------------------- |
| 2018 | "Toy"                                | "Goody bag"                  |
| 2019 | "Bassa Sababa"                       | "Goody bag"                  |
| 2019 | "Nana Banana"                        | "Goody bag"                  |
| 2019 | "Beg" (Netta&Omer Adam)              | "OMER"                       |
| 2020 | "Ricki Lake"                         | "Goody bag"                  |
| 2020 | "Cuckoo"                             | "Goody bag"                  |
| 2020 | "בלב אחד" (Netta&Sarit Hadad)        |                              |
| 2020 | "Supercalifragilisticexpialidocious" | "The best of NETTA's Office" |
| 2020 | "The Times They Are A-Changin"       | "The best of NETTA's Office" |
| 2020 | "CocoJamboo"                         | "The best of NETTA's Office" |
| 2020 | "Barbie Girl"                        | "The best of NETTA's Office" |
| 2020 | "Low"                                | "The best of NETTA's Office" |
| 2020 | "Blue"                               | "The best of NETTA's Office" |